# 田辺茂範
田辺 茂範（たなべ しげのり、1974年7月3日 - ）は、日本の脚本家、演出家、劇作家。劇団「ロリータ男爵」主宰。

## 概要
長野県出身。多摩美術大学グラフィックデザイン専攻卒業。1995年に多摩美術大学の学生と共に劇団「ロリータ男爵」を設立し、その全ての作品で脚本・演出・作詞を手掛ける。2006年よりドラマやアニメ等映像作品の仕事を始める。

## エピソード
主宰するロリータ男爵の公演『タナベさんが火を出した』では、公演3カ月前のミーティング中に田辺の自宅で火災が発生。さらに、火災保険料が仲介の不動産屋に横領されていたために火災保険が下りず、田辺は約100万円の損害を負った。そのため、公演は急遽火事ネタを中心としたコント集となり、田辺への募金を募る「チャリティー公演」となった。総額88,649円の募金が集まり、全てこの件でできた田辺の借金返済に充てられた。

## 主な作品

### 舞台
- ロリータ男爵
  - 犬ストーン (1995年、脚本・演出）
  - ロリータ男爵のそれだけじゃないぞ (1996年、脚本・演出・構成、佐藤崇と共同製作）
  - 黄金家族 （1996年、脚本・演出）
  - 愛探偵 天乃川学 （1997年、脚本・演出）
  - 昔ケンタウルス （1997年、脚本・演出）
  - ロリータ男爵の日本の祭りとロリータ男爵 （1997年、脚本・演出・構成）
  - 地底人救済 （1998年、脚本・演出）
  - 恋は日直ときめき・ナゾめき （1998年、脚本・演出）
  - 信長の素～桃の節句スペシャル～ （1999年、脚本・演出）
  - 信長の素～端午の節句スペシャル～ （1999年、脚本・演出）
  - 犬ストーン2000 （2000年、脚本・演出）
  - 花魔王 （2000年、脚本・演出・出演）
  - 嫁ぶるえ （2000年、脚本・演出・出演、斉藤マリ、劇団むっちりみえっぱりと共同公演）
  - タナベさんが火を出した （2000年、作・構成・演出・出演）
  - 恐るべき子供たち （2002年、脚本・演出・出演）
  - 鎖の工場 （2002年、脚本・演出・出演）
  - 愛探偵・天乃川学-RETURNS- （2002年、脚本・演出・出演）
  - プリマ転生　（2003年、脚本・演出・出演）
  - お待たせしました！タナベさんが水を漏らした （2003年、脚本・演出・出演）
  - あいつは裸足 （2004年、脚本・演出・出演）
  - Dr.ナース （2004年、脚本・演出・出演）
  - ひみつガール （2005年、脚本・演出・出演、劇団エッヘとの共同公演）
  - 信長の素～10th anniversary special～ （2005年、脚本・演出・出演）
  - エプロンの証 （2006年、脚本・演出・出演）
  - 来来！図書館 （2006年、脚本・演出・出演）
  - 放免エスケープ （2007年、脚本・演出）
  - 犬ストーン ver.Drエクアドル （2007年、脚本
  - プリマ転生～Waltz of the Flowers （2007年、脚本・演出）
  - はんぶん隠し味 （2012年、脚本・演出）
  - Dr.ナース （2013年、脚本・演出）
  - しのび足のカリン （2014年、脚本・演出）

### テレビ番組
- ガチンコ視聴率バトル（2006年、構成）
- 映画天国（2008年 - 2010、脚本・出演）
- 笑福亭鶴瓶のSHOW劇ハンター（2009年、脚本）
- オトナヘノベル（2015年 - 2016年、脚本）
- ふるカフェ系　ハルさんの休日（2016年 - 、脚本）
- 天才てれびくん（2019年 - 、脚本）
- 趣味どきっ!（2020年、脚本）

### ドラマ
- コインロッカー物語（2008年、脚本）
- 最後のジェンガ（2008年、脚本）
- パニック4ROOMS劇場版（2009年、脚本）
- ラストメール（2008年、脚本）
- ラストメール2〜いちじく白書〜（2009年、脚本）
- リセット（2009年、脚本）
- MUSICAL3（2010年、脚本）
- FACE MAKER（2010年、脚本）
- 表参道高校合唱部!（2015年、脚本）
- オレアレ（2015年、脚本）
- レンタルの恋（2017年、脚本）
- 監獄のお姫さま（2017年、劇中ドラマ『この恋は幻なんかじゃないはず、だって私は生きているから、神様ありがとう』脚本）
- ちょい☆ドラ「鼻歌ダンス」（2017年、脚本）
- トクサツガガガ（2019年、脚本）
- インハンド（2019年、脚本）
- 女子高生の無駄づかい（2020年、脚本）
- 恋はつづくよどこまでも（2020年、脚本）
- 美食探偵 明智五郎（2020年、脚本）
- オー!マイ・ボス!恋は別冊で（2021年、脚本）
- 婚姻届に判を捺しただけですが（2021年、脚本）
- 俺の可愛いはもうすぐ消費期限!?（2022年、脚本）
- ボーイフレンド降臨!（2022年、脚本）
- 彼女たちの犯罪（2023年、脚本）
- リビングの松永さん（2024年、脚本）

### アニメ
- ペンギンの問題（2009年、脚本）
- ペンギンの問題Max（2010年、脚本）
- ペンギンの問題DX?（2011年、脚本）
- デュエル・マスターズ ビクトリー（2011年、シリーズ構成、脚本）
- デュエル・マスターズ ビクトリーV（2012年、シリーズ構成、脚本）
- 団地ともお（2013年、脚本）
- LINE OFFLINE サラリーマン（2013年、脚本）
- LINE TOWN（2013年、脚本）
- みんなだいすきそらジロー（2014年 - 2018年、脚本）
- ナンダカベロニカ（2014年、脚本）
- どちゃもん じゅにあ（2015年、脚本）
- カミワザ・ワンダ（2016年、脚本）
- けものフレンズ（2017年[4]）
- アイドルタイムプリパラ（2017年、脚本）
- ピングー in ザ・シティ（2017年、脚本）
- おばけずかん（2020年、シリーズ構成、脚本）
- チキップダンサーズ（2021年 - 、脚本）
- おばけずかん!（2022年、シリーズ構成、脚本）

### ラジオドラマ
- 劇ラヂ！ライブ（2012年 NHKラジオ第1放送、脚本・演出）「特録！」
- 劇ラヂ！ライブ（2013年 NHKラジオ第1放送、脚本・演出）「5月3日、西郷さんの前で」

### ゲーム
- ペンギンの問題X 天空の7戦士（2009年、シナリオ）

### 落語CD
- モエオチ!（2012年、脚本）

### 雑誌連載
- 演劇ぶっく 「歌声画伯」（2000年～2001年)
- 演劇ぶっく 「田辺茂範の取材簿」（2009年～2018年）